# Yemeni League
De Yemeni League is de hoogste voetbaldivisie van Jemen. De competitie werd (her)opgericht na de hereniging van Noord-Jemen en Zuid-Jemen. De competitie loopt meestal van begin november tot eind juni. De kampioen plaatst zich voor Arabische Champions League.
De competitie is sinds 2014 niet meer gespeeld als gevolg van de Jemenitische Burgeroorlog.

## Teams 2013-2014
| #  | Team                |
| -- | ------------------- |
| 1  | Al-Ahli San'a       |
| 2  | Al-Hilal Al-Sahili  |
| 3  | Al-Ittihad Ibb      |
| 4  | Al-Oruba Zabid      |
| 5  | Al-Saqr Ta'izz      |
| 6  | Al-Sha'ab Hadramaut |
| 7  | Al-Sha'ab Ibb       |
| 8  | Al-Shula Aden       |
| 9  | Al-Tilal Aden       |
| 10 | Al-Wahda Aden       |
| 11 | Al-Wahda San'a'     |
| 12 | Al Yarmuk Al Rawda  |
| 13 | Fahman Abyan        |
| 14 | Shabab Al-Jeel      |

## Succesvolste clubs
| Team                 | Stad        | Titels | Jaren                         |
| -------------------- | ----------- | ------ | ----------------------------- |
| Al-Ahli San'a'       | San'a'      | 6      | 1992,1994,1999,2000,2001,2007 |
| Al Wahda San'a'      | San'a'      | 4      | 1995,1997,1998,2002           |
| Al Tilal Aden        | Aden        | 2      | 1991,2005                     |
| Al Sha'ab Ibb        | Ibb         | 2      | 2003,2004                     |
| Al Saqr Ta'izz       | Ta'izz      | 2      | 2006,2010                     |
| Al-Hilal Al Hudaydah | Al Hudaydah | 2      | 2008,2009                     |